# Beautiful Beings
Beautiful Beings (Originaltitel Berdreymi) ist ein Filmdrama von Guðmundur Arnar Guðmundsson, das im Februar 2022 im Rahmen der Filmfestspiele in Berlin seine Weltpremiere feierte und im April 2022 in die isländischen Kinos kam. Beautiful Beings wurde von Island als Beitrag für die Oscarverleihung 2023 als bester Internationaler Film eingereicht.

## Handlung

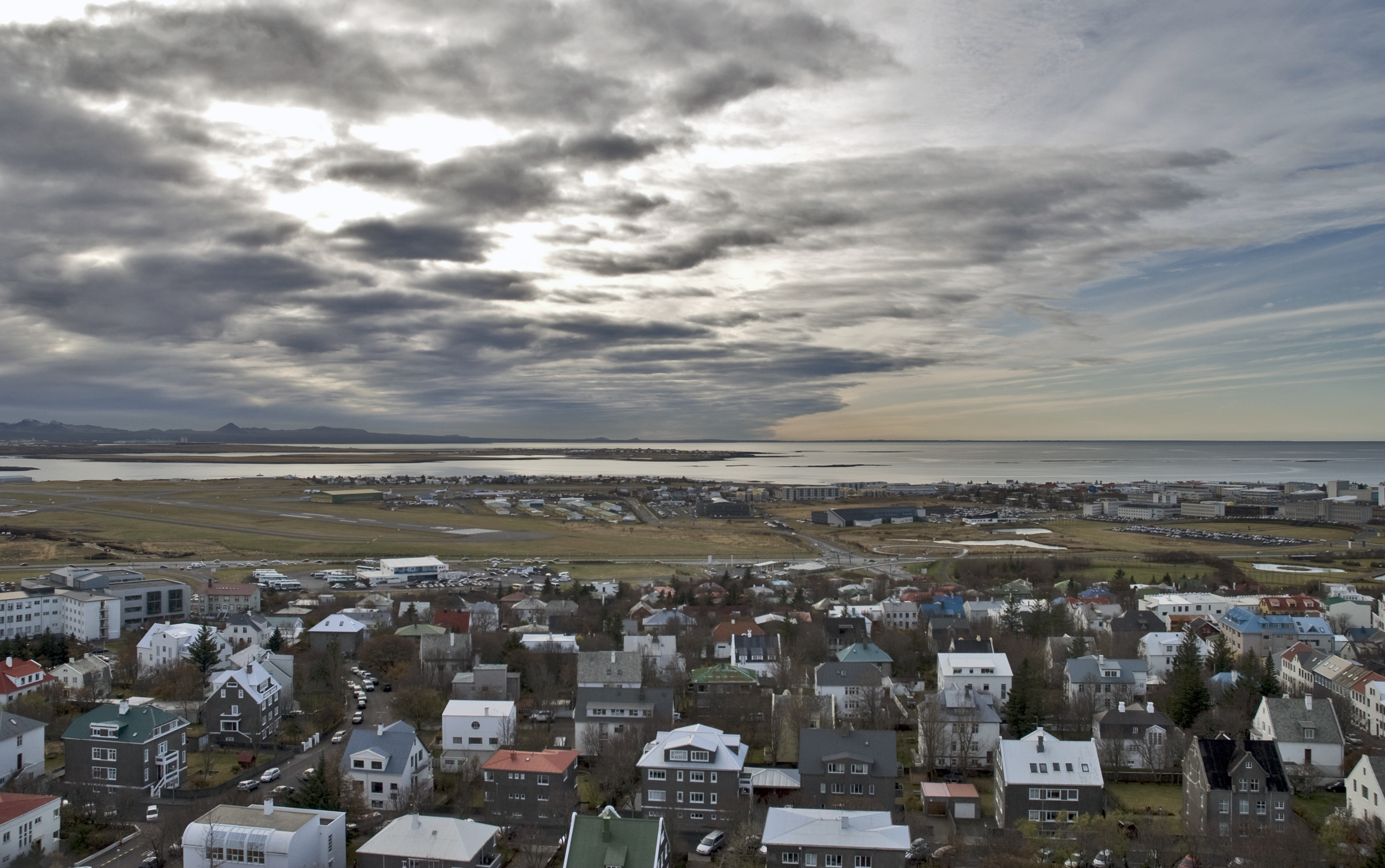
Vesturbær, wo Beautiful Beings überwiegend gedreht wurde, liegt westlich des Stadtzentrums der isländischen Hauptstadt Reykjavík

Der 14-jährige Baldur genannt Balli ist ein Außenseiter. Er trägt schmutzige Kleidung, lebt mit seiner drogenabhängigen Mutter in einem verwahrlosten Haus und wird von den Mitschülern gemobbt. Weil sie wissen, dass der schmächtige Junge sich nicht wehrt und auch nicht wehren kann, wird er regelmäßig von anderen Jungs der Schule verprügelt. Als er einmal in einer Unterführung von ihnen abgegriffen und brutal mit einem Ast ins Gesicht geschlagen wird, berichtet sogar das dortige Fernsehen von der zunehmenden Gewalt in der Hauptstadt und zeigt den verletzten Balli mit einer Gesichtsfraktur im Krankenhaus.
Als er wieder in die Schule muss, trägt er eine Maske. Auf dem Schulhof bemerken ihn Addi, Konni und Siggi. Die drei Freunde kennen seine Geschichte. Sie laufen ihm nach und erwischen Balli, als er gerade dabei ist, sich die Pulsadern aufzuschneiden. Sie bringen ihn nachhause. Addi, der eigentlich Arnar heißt, lebt zusammen mit seiner kleinen Schwester bei seiner Mutter. Beide Eltern glauben an übernatürliche Dinge und Sachen wie Magie. Er macht Karate und hat bereits einen braunen Gürtel. Auch Konni ist wehrhaft, hat allerdings seine Aggressionen nicht unter Kontrolle. Siggi hält sich meist aus körperlichen Auseinandersetzungen raus.
Als Addi Balli zuhause besucht, sieht er das völlig verranzte Haus. Seine Mutter Hulda ist nur selten zuhause, und sein Stiefvater sitzt wegen einer Gewalttat im Gefängnis. Ihm hat Balli auch sein Glasauge zu verdanken, ebenso die ganzen kaputten Türen im Haus. Mitarbeiter des Jugendamtes schauen zwar öfter bei ihnen vorbei, aber meist ist der Junge alleine zuhause. Daher muss sich Balli selbst um sich kümmern. Wenige Tage später kommt Addi mit Konni und Siggi und einer Tüte voll Essen bei ihm vorbei. Als sie die Hundekotze in der Wohnung bemerken, motivieren sie Balli zum Saubermachen und beobachten ihn dabei vom Dachfenster aus.
Als Ballis Stiefvater Svenni aus dem Knast kommt, ist die Familie wieder vereint, doch keiner der Drei scheint sich über seine Rückkehr zu freuen. Als Ballis Freunde erfahren, dass sich Svenni nicht nur gegenüber ihm und seiner Mutter gewalttätig gezeigt, sondern auch seine Schwester Hófí missbraucht hat, überlegen sie, wie sie ihren Freund aus dieser Situation befreien können.
In einer Nacht schleicht sich Balli mit Hund Abba aus dem Haus, und seine drei neuen Freunde statten seinem Stiefvater maskiert und mit Baseballschlägern und einem Hammer bewaffnet einen Besuch ab. Sie halten ihm seine eigene Schrotflinte an den Kopf, doch ihr Plan scheitert, als sich Svenni zur Wehr setzt. Addi schlägt ihn nieder, und mit einer starkblutenden Wunde am Kopf lassen sie ihn zurück.
Am nächsten Tag steht die Polizei bei der Addis Familie vor der Tür und nimmt Addi mit. Die Polizei verhört ihn und auch Konni, Siggi und Balli.
Als sich Addi und Balli einige Zeit später wieder begegnen, erzählt er ihm, dass Siggi das Haus kaum mehr verlässt und Konni jetzt mit Leuten verkehrt, mit denen er eigentlich nichts zu tun haben will. Ihre Freundschaft ist in die Brüche gegangen.

## Produktion

### Filmstab, Besetzung und Dreharbeiten
Regie führte Guðmundur Arnar Guðmundsson, der auch das Drehbuch schrieb. Beautiful Beings ist sein zweiter abendfüllender Film nach dem preisgekrönten Herzstein aus dem Jahr 2016.
In den Hauptrollen spielen die jungen Darsteller Birgir Dagur Bjarkason, Áskell Einar Pálmason, Viktor Benóný Benediktsson und Snorri Rafn Frímannsson gemeinsam mit den erfahrenen Schauspielern Aníta Briem, Ólafur Darri Ólafsson und Ísgerður Gunnarsdóttir. Blær Hinriksson, der bereits in Arnar Guðmundssons Herzstein in einer Hauptrolle zu sehen war, spielt Símon.
Drehbeginn war im August 2020. Die Aufnahmen entstanden in Reykjavík. Bei der Suche nach den hässlichsten Gebäuden der isländischen Hauptstadt fand der Regisseur diese nach eigenen Aussagen im Bezirk Vesturbær, westlich des Stadtzentrums, und drehte die meisten Szenen dort. Als Kameramann fungierte Sturla Brandth Grøvlen, der ebenfalls für Herzstein tätig war.

### Veröffentlichung

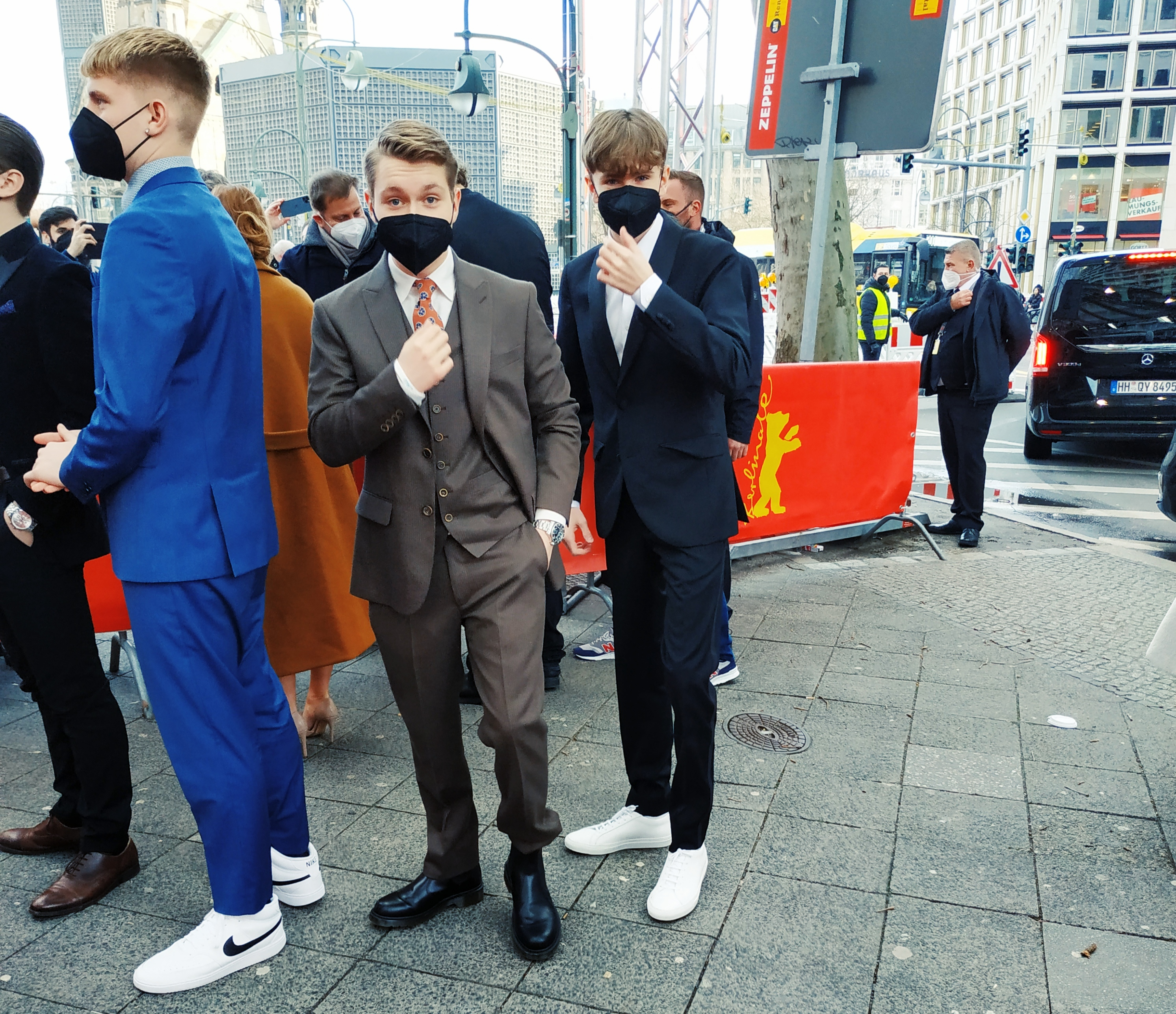
Viktor Benóný Benediktsson, Birgir Dagur Bjarkason und Áskell Einar Pálmason bei der Premiere des Films im Februar 2022 in Berlin

Erste Vorstellungen erfolgten im Februar 2022 bei den Filmfestspielen in Berlin, wo er in der Sektion Panorama gezeigt wurde. Am 22. April 2022 kam der Film in die isländischen Kinos. Ende April, Anfang Mai 2022 wurde er im Rahmen des Filmfestivals Crossing Europe vorgestellt. Im Mai 2022 erfolgte eine Vorstellung beim Lichter Filmfest. Im Juni 2022 wurde er beim Festival Internacional de Cine en Guadalajara gezeigt. Anfang Juli 2022 wurde er beim Internationalen Filmfestival Karlovy Vary in der Sektion Horizons vorgestellt und hiernach beim Neuchâtel International Fantastic Film Festival. Ende September 2022 wurde er beim Calgary International Film Festival vorgestellt. Im Oktober 2022 wurde er bei der Semana Internacional de Cine de Valladolid, beim Riga International Film Festival und beim Cambridge Film Festival gezeigt. Der Kinostart in Deutschland erfolgte am 10. November 2022. Ebenfalls im November 2022 wurde er beim Internationalen Filmfestival von Stockholm, beim Exground Filmfest Wiesbaden, bei den Nordischen Filmtagen Lübeck, beim Cork International Film Festival und beim Tallinn Black Nights Film Festival gezeigt. Im Dezember 2022 wird er beim Les Arcs Film Festival gezeigt. Die Vertriebsrechte in den USA liegen bei Altered Innocence. Dort wurde er im Januar 2023 in ausgewählten Kinos und beim Palm Springs International Film Festival gezeigt.

## Rezeption

### Altersfreigabe
In Deutschland wurde der Film von der FSK ab 16 Jahren freigegeben. In der Freigabebegründung heißt es, der Alltag der Teenager im Film sei von Gewalt, Drogenkonsum und gefährlichen Mutproben geprägt. Die Geschichte sei einfühlsam, jedoch zugleich mit drastischen Elementen inszeniert. So würden eindringlich die teils sexualisierte, brutale Gewalt im Umgang der Jugendlichen untereinander, der Konsum von Drogen und seine Folgen sowie ein Suizidversuch dargestellt oder thematisiert.

### Kritiken
Von den bei Rotten Tomatoes aufgeführten Kritiken sind 85 Prozent positiv bei einer durchschnittlichen Bewertung mit 6,9 von 10 Punkten.

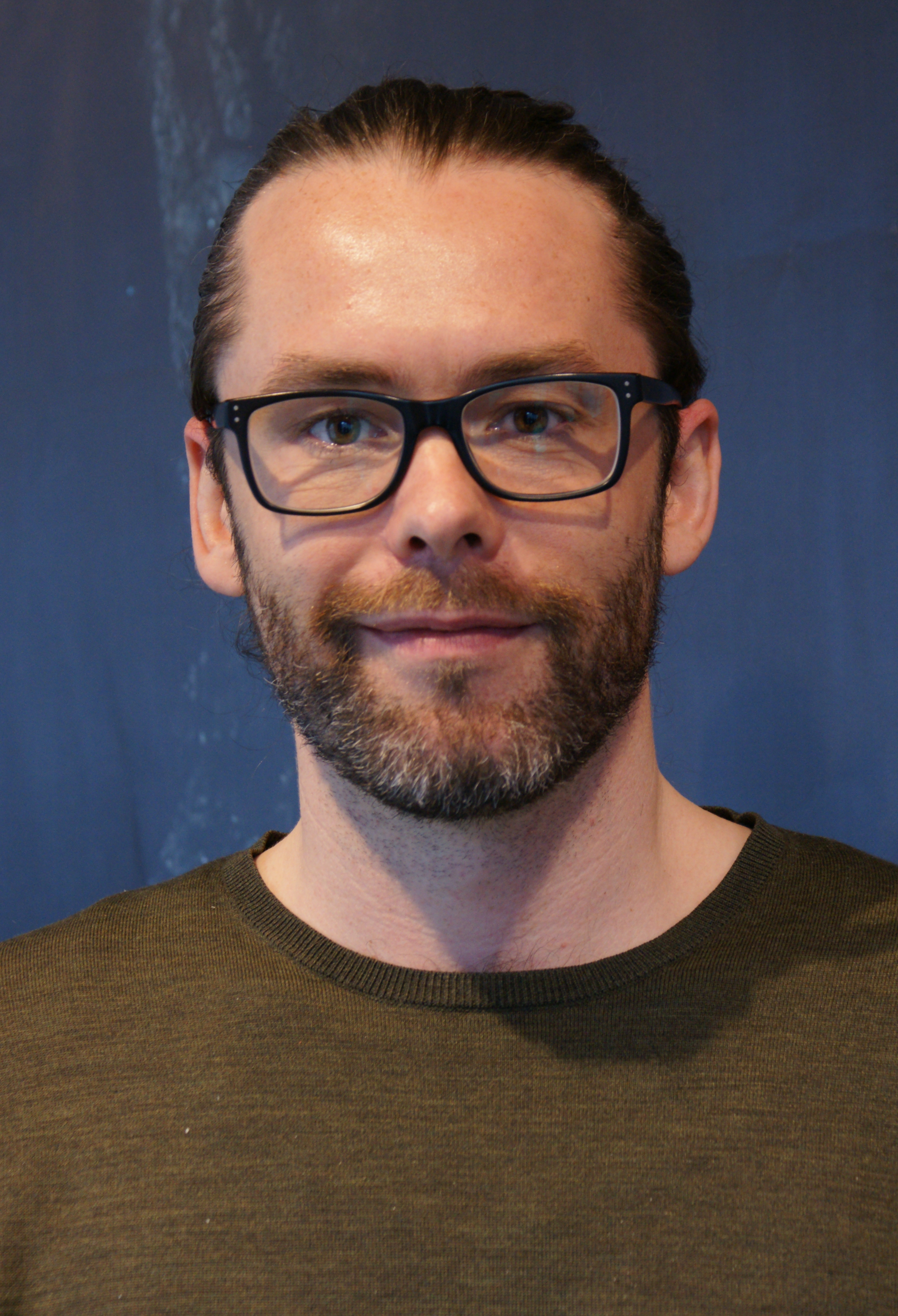
Regisseur Guðmundur Arnar Guðmundsson

Wendy Ide von Screen Daily schreibt, Guðmundur Arnar Guðmundssons Film finde in einer grausamen Welt der Jugendlichen Momente voller Zärtlichkeit. Mit Herzstein, seinem Regiedebüt, teile der Film die ländliche Umgebung, wo es zwischen Jugendlichen zu Spannungen und Gewalt kommt. Der Regisseur habe einen starken Instinkt für die Besetzung bewiesen und ein Händchen dafür gehabt, den jungen Schauspielern nuancierte Darbietungen zu entlocken. Herausragend hierbei seien Birgir Dagur Bjarkason, durch dessen Augen und manchmal Träume man die Geschichte erlebe, und insbesondere Áskell Einar Pálmason als Balli, der eine fast unmerkliche Veränderung seiner Körperhaltung erlebt, als ihm klar wird, dass er zum ersten Mal in seinem Leben Freunde hat, was durch ihre Subtilität umso überzeugender wirke, so Ide. Die Darstellung von Mobbing und sexuellem Missbrauch in Guðmundur Arnar Guðmundssons Film sei konfrontativ und ließe sich manchmal nur schwer anschauen.
In einer ersten Kritik vom Filmdienst wird Beautiful Beings als eine schonungslos harte „Coming-of-Age“-Geschichte beschrieben, die von der Wichtigkeit zwischenmenschlicher Bindungen auch unter prekären Bedingungen erzählt. Dabei zeige das von einem brillanten Jugendensemble getragene Sozialdrama eindrücklich sämtliche Schattenseiten der beliebten Urlaubsinsel, nicht ohne die Verwurzelung der Bevölkerung im folkloristischen Natur-Mystizismus wie selbstverständlich in die Geschichte mit einfließen zu lassen.
Holger Römers schreibt in der jungen Welt, die dramaturgische Sorgfalt, die Guðmundur Arnar Guðmundsson mit Drehbuch und Regie beweise, verdiene geschärfte Aufmerksamkeit, wenngleich die Struktur nicht so kompliziert sei wie in Herzstein. Verbindendes Element zwischen den vier Jungs werde Unsicherheit, deren verschämte Anzeichen beiläufig von einer Handkamera eingefangen werden, die mit natürlichem Licht und kurzem Schärfebereich intime Nähe herstelle. Die Souveränität der Inszenierung erweise sich nicht zuletzt in der Ambivalenz, mit der der Regisseur Gewalt als rauschhaftes Ventil und legitimes Mittel der Notwehr gleichermaßen inszeniere. Eine dezente, verträumte Wendung ins Märchenhafte schmälere den blutigen Ernst des Themas nicht.

### Auszeichnungen
Beautiful Beings wurde von Island als Beitrag für die Oscarverleihung 2023 in der Kategorie Bester Internationaler Film eingereicht. Der Film befindet sich zudem in einer Vorauswahl für den Europäischen Filmpreis 2022.
Biografilm Festival 2022
- Auszeichnung in der Sektion Biografilm Europe Beyond Borders (SNCCI Italian Critics’ Prize) (Guðmundur Arnar Guðmundsson)[30]

Cairo International Film Festival 2022
- Nominierung für den Arab Critics’ Award for European Films[31]

Calgary International Film Festival 2022
- Nominierung im International Narrative Competition

Cork International Film Festival 2022
- Nominierung für den Youth Jury Award[32]

Crossing Europe 2022

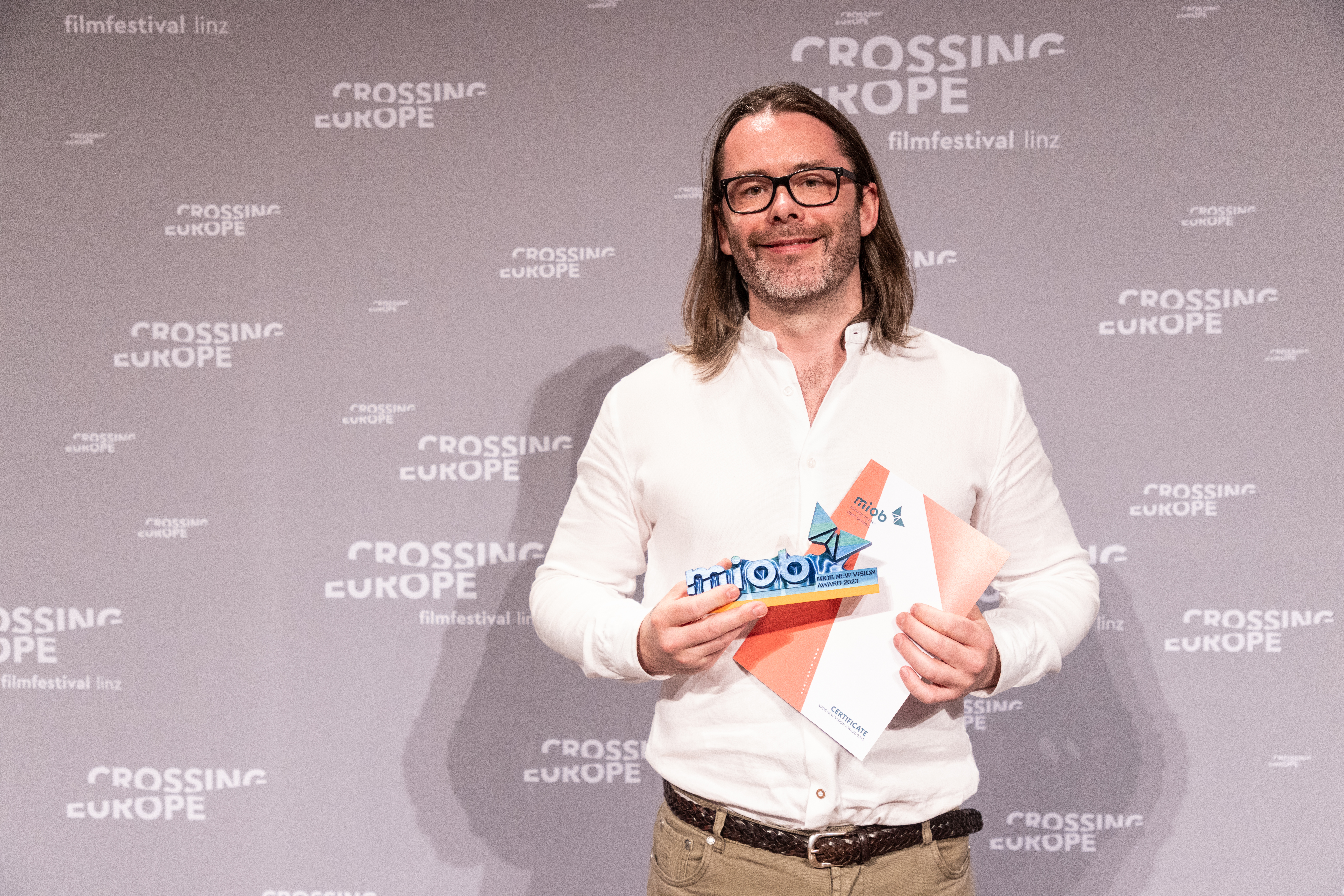
Bei Crossing Europe wurde Guðmundur Arnar Guðmundsson mit dem Miob New Vision Award ausgezeichnet

- Nominierung im Competition Fiction
- Auszeichnung mit dem Miob New Vision Award (Guðmundur Arnar Guðmundsson)[7][33]

Edda 2023
- Auszeichnung als Bester Film[34]

Exground Filmfest 2022
- Nominierung im Internationalen Jugendfilm-Wettbewerb „youth days“[17]

Festival Internacional de Cine en Guadalajara
- Nominierung im Hauptwettbewerb[35]

Festival international du film de La Roche-sur-Yon 2022
- Auszeichnung mit dem Ciné+ Grand Jury Prize (Guðmundur Arnar Guðmundsson)[36]

Fünf Seen Filmfestival 2022
- Nominierung für den Horizonte Human Rights Filmpreis[37]

Internationale Filmfestspiele Berlin 2022
- Nominierung für den Panorama Publikums-Preis
- Auszeichnung mit dem Label Europa Cinemas
- Nominierung für den Teddy Award[38][39]

International Festival of Independent Cinema Off Camera 2022
- Auszeichnung mit dem FIPRESCI-Preis (Guðmundur Arnar Guðmundsson)[40]

Internationales Filmfestival von Stockholm 2022
- Nominierung im Hauptwettbewerb
- Auszeichnung für das Beste Drehbuch (Guðmundur Arnar Guðmundsson)[16][41]

Internationales Filmfestival Thessaloniki 2022
- Auszeichnung mit dem Publikumspreis in der Sektion Open Horizons[42]

Nordische Filmtage Lübeck 2022
- Nominierung im Wettbewerb Spielfilme

Riga International Film Festival 2022
- Nominierung im Feature Film Competition[14]

Semana Internacional de Cine de Valladolid 2022
- Nominierung im Hauptwettbewerb
- Auszeichnung mit dem Young Jury Award (Guðmundur Arnar Guðmundsson)[13][43]

Taipei Film Festival 2022
- Nominierung im International New Directors Competition[44]